# Кривая Ферма
Кривая Ферма — алгебраическая кривая на комплексной проективной плоскости, определяемая в однородных координатах (X:Y:Z) уравнением Ферма
{\displaystyle X^{n}+Y^{n}=Z^{n}.\ }
Применительно к евклидовой плоскости уравнение имеет вид
{\displaystyle x^{n}+y^{n}=1.\ }
Целочисленное решение уравнения Ферма соответствует ненулевому рациональному решению евклидова уравнения и наоборот. Согласно теореме Ферма при n ≥ 3 не существует нетривиальных целочисленных решений уравнения Ферма, поэтому кривая Ферма не имеет ненулевых рациональных точек.
Кривая Ферма несингулярна и имеет род
{\displaystyle (n-1)(n-2)/2.\ }
Таким образом, кривая Ферма имеет род 0 для n = 2 (и является коническим сечением) и род 1 для n = 3 (и является эллиптической кривой). Якобиево многообразие кривой Ферма глубоко изучено. Оно изоморфно произведению простых абелевых многообразий с комплексным умножением.
Существует обобщение кривой Ферма на большее число измерений; в этом случае уравнения, аналогичные уравнению кривой Ферма, определяют проективное многообразие, называемое многообразием Ферма.